# Ionolyce merguiana
Ionolyce merguiana är en fjärilsart som beskrevs av Moore 1884. Ionolyce merguiana ingår i släktet Ionolyce och familjen juvelvingar. Inga underarter finns listade i Catalogue of Life.